# Ella Harris
Ella Harris, née le 18 juillet 1998 à Christchurch, en Nouvelle-Zélande, est une cycliste professionnelle depuis 2018.

## Palmarès

### Palmarès par années
- 2018
  - Le Race
- 2019
  - Tour de Burgos féminin
    -  Classement du meilleur jeune
- 2020
  - 2e étape du Women's Herald Sun Tour
  - 3e du championnat de Nouvelle-Zélande du contre-la-montre
- 2021
  - 3e du Trophée des Grimpeuses

### Classements mondiaux
| Année                                 | 2019 | 2020 | 2021 | 2022 | 2023 | 2024 |
| ------------------------------------- | ---- | ---- | ---- | ---- | ---- | ---- |
| Classement UCI                        | 171e | 45e  | 157e | 478e | 377e | 753e |
| UCI World Tour                        | 198e | 69e  | 90e  | 141e | 252e | nc   |
|                                       |      |      |      |      |      |      |
| Légende : nc = non classéSource : UCI |      |      |      |      |      |      |